# Anarquismo y medio ambiente

Bandera verde y negra, integra la ecología y el anarquismo.

El ecoanarquismo, anarcoecologismo, anarquismo verde, anarquismo ecologista o ecologismo anarquista es una corriente de pensamiento dentro del anarquismo y el ecologismo que pone el énfasis en la preservación del medioambiente y la abolición de todo tipo de Estado. Dentro de esta corriente conviven posturas anarcoindividualistas (como el primitivismo) con la ecología social, de corte anarcosocialista.
Una importante influencia en el anarquismo ecologista es el pensamiento del anarcoindividualista estadounidense Henry David Thoreau y su libro Walden, donde aboga por una vida simple y autosuficiente, integrada con el entorno natural, resistiéndose al avance de la industrialización.

## Ecoanarquismo

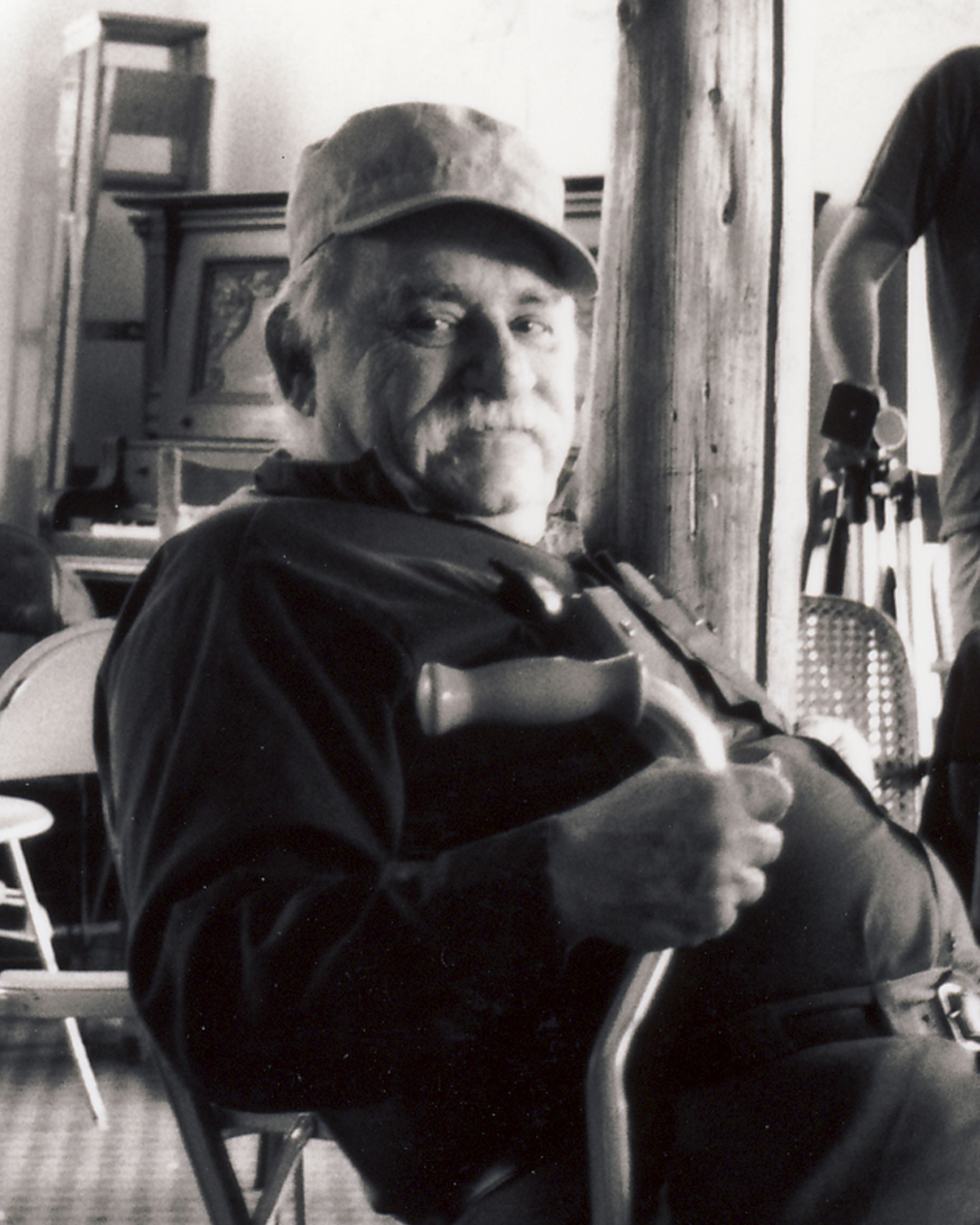
Murray Bookchin

Producto de la inminencia de una serie de problemáticas ecológicas de nivel planetario y sus consiguientes efectos locales (como la industrialización, el calentamiento global, la crisis de los combustibles fósiles, etc.), los movimientos anarquistas consideran cada vez con mayor importancia las tesis «verdes», descubriendo las similitudes entre las ideas ecologistas y libertarias.[cita requerida]
En 1898 el reconocido geógrafo anarquista Piotr Kropotkin, en Campos, fábricas y talleres mantuvo que la sociedad anarquista se basaría en la confederación de comunidades que unirían el trabajo manual y el intelectual así como la industria y la agricultura en una armonía siempre respetuosa con el medio ambiente y el ser humano. Asimismo, en La ayuda mutua (1902), Kropotkin documentó como la cooperación dentro de las especies y entre ellas y su entorno es igual o incluso más beneficiosa que la competición. La obra de Kropotkin, junto con la de William Morris, los hermanos Reclus (ambos geógrafos de fama mundial), y la de muchos otros, como por ejemplo la de Henry David Thoreau con su Walden, sentaron las bases del interés del anarquismo por los problemas ecológicos de hoy.[cita requerida]

### Ecología social
La ecología social localiza las raíces de la crisis ecológica en las relaciones de poder entre las personas. La dominación de la naturaleza es vista como un producto de la dominación "del hombre por el hombre". Por ello, los ecologistas sociales consideran esencial atacar las jerarquías, no a la civilización como tal. Además, la ecología social considera pertinente el uso de ecotecnias, para liberar a la humanidad y al planeta.[cita requerida]
La ecología social está asociada con Murray Bookchin, quien ha escrito sobre ecología y anarquismo desde los años 1950. Bookchin basa sus tesis en un anarquismo-social, centrado en el pensamiento de Kropotkin y la experiencia de la Revolución social española de 1936.[cita requerida]

“[…] No existe realmente una diferencia entre el anarquismo y la ecología social. Considero a esta última como una tentativa de ampliar el horizonte del anarquismo. No veo una oposición entre ambos; pienso que la ecología social es una extensión del anarquismo hacia una esfera más amplia de intereses humanos, en este período de descomposición de las clases sociales. [...] En el período de descomposición en el que vivimos, el anarquismo debe reconocer que el capitalismo produjo nuevas transformaciones. Las nuevas preocupaciones que generan esos cambios no se corresponden más con la división entre clases tradicionales. Se trata de preocupaciones relativas a la guerra, la paz, el medio ambiente, las nuevas tecnologías, nuevas instituciones, la reducción del poder de las personas frente al crecimiento del poder del Estado y de los monopolios transnacionales. La ecología social trata de expresar ese nuevo horizonte y desarrollar esos intereses por las cuestiones generales y darles una coherencia teórica y una significación programática, práctica y política."
 Entrevista a Murray Bookchin

## Primitivismo
Mientras la ecología social es anarcosocialista y humanista (antropocéntrica), el primitivismo es anarcoindividualista, biocéntrico, ecocéntrico y/o sensocéntrico (como la ecología profunda), por lo que tiene una relación ambigua con respecto a determinadas tesis libertarias clásicas como el apoyo mutuo, la lucha de clases o la Revolución social; incorporando una serie de teorías políticas relacionadas que se derivan o inspiran en movimientos filosóficos y sociales contraculturales como el situacionismo, el neoludismo y la desindustrialización.
El anarquismo primitivista está asociado con una gama de revistas, la mayoría originarias de los Estados Unidos, tales como The Fifth State o Green Anarchy entre otras, que hacen hincapié en la naturaleza antiecológica del capitalismo y adoptan una posición antitecnológica y anticivilización, estrechamente vinculada a la ecología profunda norteamericana. Generalmente, son hostiles a la ecología social, la cual ven como incapaz de llegar al fondo del problema, la "sociedad industrial" moderna, y creen que el deseo de parte de la ecología social de retener ciertos tipos de tecnología resultará en el nuevo crecimiento de la "civilización" que destruirá a los seres humanos y al planeta. Aun así, es posible encontrar posturas conciliadoras aunque minoritarias aún. Dentro del movimiento primitivista se destaca el filósofo John Zerzan, particularmente conocido por el movimiento antiglobalización.

## Veganarquismo o anarquismo vegano
El veganarquismo o anarquismo vegano es la filosofía política que combina el veganismo (más específicamente las tesis del movimiento de liberación animal y de liberación de la tierra) con el anarquismo,en una praxis diseñada para convertirse en un medio para la revolución social.Consideran al Estado como innecesario y perjudicial para los animales, tanto humanos como no humanos, al tiempo que propugnan un estilo de vida vegano. Es percibido tanto como una teoría combinada, o como la afirmación de que ambas filosofías son esencialmente la misma.Se describe como un punto de vista antiespecista del anarquismo verde, o como el punto de vista anarquista sobre la liberación animal.
Los veganarquistas suelen considerar que en la dinámica de opresión en la sociedad están interconectados el estatismo, el racismo y el sexismo con el antropocentrismo,y redefinen el veganismo como una filosofía radical que contempla el Estado como perjudicial para los animales.Los anarquistas veganos pueden estar tanto en contra como a favor de las reformas legislativas para mejorar las condiciones de los animales, aunque no limitan sus objetivos a los cambios en la ley.
El movimiento de liberación animal tiene algunas conexiones con determinados sectores del anarquismo, esto lleva a algunos activistas ácratas no solo a pedir el cese de la crueldad hacia los animales, sino a politizar el veganismo. Una de las bases ideológicas del veganismo anarquista es la idea de que una sociedad libre e igualitaria sería incoherente con la existencia de mataderos, zoológicos, etcétera, ya que en esos lugares se estaría privando de libertad a los animales no-humanos y se los estaría oprimiendo/discriminando por su simple pertenencia a una especie diferente a la humana (antiespecismo).